# Dekanat Krk
Dekanat Krk – jeden z 6 dekanatów rzymskokatolickich wchodzących w skład diecezji Krku w Chorwacji.
Według danych na październik 2015 roku, w jego skład wchodziło 7 parafii.

## Lista parafii
Źródło:
| Lp. | Miejscowość | Parafia                                        | Proboszcz               | Adres parafii                    | Kościół                                               | Grafika |
| --- | ----------- | ---------------------------------------------- | ----------------------- | -------------------------------- | ----------------------------------------------------- | ------- |
| 1   | Krk         | Parafia Wniebowzięcia Najświętszej Maryi Panny | Valent Furjan           | Dinka Vitezića 6, 51500 Krk      | Katedra Wniebowzięcia Najświętszej Maryi Panny w Krku |         |
| 2   | Kornić      | Parafia św. Jakuba Apostoła                    | Anton Peranić           | Dr. Dinka Vitezića 11, 51500 Krk | Kościół św. Jakuba Apostoła w Korniciu                |         |
| 3   | Linardić    | Parafia św. Fuske                              | Krešimir Dajčman        | Linardić kbr 39, 51511 Malinska  | Kościół św. Fuske w Linardiciu                        |         |
| 4   | Poljica     | Parafia Świętych Kosmy i Damiana               | Zvonimir Badurina Dudić | Poljica kbr 16, 51511 Malinska   | Kościół Świętych Kosmy i Damiana w Poljicy            |         |
| 5   | Punat       | Parafia Trójcy Przenajświętszej                | Ivica Kordić            | Kralja Zvonimira 12, 51521 Punat | Kościół Trójcy Przenajświętszej w Punacie             |         |
| 6   | Stara Baška | Parafia Wszystkich Świętych                    | Ivica Kordić            | Kralja Zvonimira 12, 51521 Punat | Kościół Wszystkich Świętych w Starej Bašce            |         |
| 7   | Vrh         | Parafia św. Michała Archanioła                 | Ivan Milovčić           | Vrh, Kosići kbr 126, 51500 Krk   | Katedra św. Michała Archanioła we Vrhu                |         |